# Copa Mundial de Béisbol Femenino
La Copa Mundial de Béisbol Femenino es un torneo internacional de béisbol en el que equipos femeninos nacionales de béisbol de todo el mundo compiten. Está sancionado por la Federación Internacional de Béisbol. En las ocho veces que se ha celebrado, el torneo se ha ganado en dos ocasiones por los Estados Unidos y recientemente siete veces consecutivas por Japón en 2008, 2010, 2012, 2014, 2016, 2018 y 2024.

## Historia
La Copa Mundial Femenina Mundial de Béisbol inaugural se llevó a cabo en Edmonton, Canadá 30 de julio al 8 de agosto de 2004 después de haber sido contratado por la Federación Internacional de Béisbol en 2002. Antes de este torneo el torneo solamente otras mujeres internacionales de béisbol fue Serie Mundial de la Mujer, que implica generalmente sólo tres o cuatro naciones, por lo general en Australia, Canadá, Japón y en ocasiones el Estados Unidos.

## Organización
El primer torneo fue organizado por WBC Inc., una entidad creada para este campeonato y que está formada por directivos de las Grandes Ligas (MLB por sus siglas en inglés), la Asociación de Jugadores de las Ligas Mayores (MLBPA, también en inglés) y cuenta con el respaldo de la Federación Internacional de Béisbol. Según los organizadores, este nuevo campeonato servirá para fomentar la práctica del béisbol que fue recientemente excluido junto al sóftbol de los Juegos Olímpicos de a partir de 2012.

## Resultados
| Año           | Sede de la final |                                     | Campeón                             | Final Resultados                    | Subcampeón                          | Tercer lugar                        | Cuarto lugar | Número de equipos |
| 2004 Detalles | Edmonton         | Estados Unidos                      | 2 - 0                               | Japón                               | Canadá                              | Australia                           | 5            |                   |
| 2006 Detalles | Taipéi           | Estados Unidos                      | 13 - 11                             | Japón                               | Canadá                              | Australia                           | 7            |                   |
| 2008 Detalles | Matsuyama        | Japón                               | 12 - 2                              | Canadá                              | Estados Unidos                      | Australia                           | 8            |                   |
| 2010 Detalles | Maracay, Caracas | Japón                               | 13 - 3                              | Australia                           | Estados Unidos                      | Venezuela                           | 11           |                   |
| 2012 Detalles | Edmonton         | Japón                               | 3 - 0                               | Estados Unidos                      | Canadá                              | Australia                           | 8            |                   |
| 2014 Detalles | Miyazaki         | Japón                               | 3 - 0                               | Estados Unidos                      | Australia                           | Canadá                              | 8            |                   |
| 2016 Detalles | Gijang           | Japón                               | 10 - 0                              | Canadá                              | Venezuela                           | China Taipéi                        | 12           |                   |
| 2018 Detalles | Viera            | Japón                               | 6-0                                 | China Taipéi                        | Canadá                              | Estados Unidos                      | 12           |                   |
| 2020 Detalles | Tijuana          | Cancelada por pandemia de COVID-19. | Cancelada por pandemia de COVID-19. | Cancelada por pandemia de COVID-19. | Cancelada por pandemia de COVID-19. | Cancelada por pandemia de COVID-19. | 12           |                   |
| 2024 Detalles | Thunder Bay      | Japón                               | 11 - 6                              | Estados Unidos                      | Canadá                              | México                              | 12           |                   |

## Medallero
| Núm. | País               | Oro | Plata | Bronce | Total |
| ---- | ------------------ | --- | ----- | ------ | ----- |
| 1    | Japón              | 7   | 2     | 0      | 9     |
| 2    | Estados Unidos     | 2   | 3     | 2      | 7     |
| 3    | Canadá             | 0   | 2     | 5      | 7     |
| 4    | Australia          | 0   | 1     | 1      | 2     |
| 5    | República de China | 0   | 1     | 0      | 1     |
| 6    | Venezuela          | 0   | 0     | 1      | 1     |